# Martin Kmetec
Martin Kmetec OFMConv (* 10. November 1956 in Ptuj, VR Slowenien, SFR Jugoslawien) ist ein slowenischer Ordensgeistlicher und  römisch-katholischer Erzbischof von Izmir.

Wappen von Martin Kmetec

## Leben
Martin Kmetec trat der Ordensgemeinschaft der Minoriten bei und studierte am Ordensstudium seiner Ordensprovinz in Slowenien Philosophie und Theologie. Die erste Profess legte er am 25. September 1977 ab. Nach der ewigen Profess am 4. Oktober 1982 empfing er am 29. Juni 1983 durch Jožef Smej, Weihbischof in Maribor, das Sakrament der Priesterweihe.
Nach weiteren Studien an der Universität Ljubljana wurde er mit einer Arbeit zum Dialog der Religionen zum Dr. theol. promoviert. Er war als Rektor eines Knabenseminars und als Missionar im Libanon tätig. Von 2014 bis 2018 war der für die Minoriten Vikar bei der Kustodie des Heiligen Landes. Er war Oberer in verschiedenen Konventen seiner Gemeinschaft und gehörte seit 2011 dem Konvent im Istanbuler Stadtteil Büyükdere an, dessen Oberer er 2018 wurde. Neben seiner Muttersprache und Türkisch spricht er Kroatisch, Englisch, Arabisch, Französisch und Italienisch.
Papst Franziskus ernannte ihn am 8. Dezember 2020 zum Erzbischof von Izmir. Der Apostolische Nuntius in der Türkei, Erzbischof Paul Fitzpatrick Russell, spendete ihm am 2. Februar des folgenden Jahres in der Marienkirche von Izmir die Bischofsweihe, nachdem der Weihegottesdienst wegen einer Überflutung der Kathedrale hierher verlegt worden war. Mitkonsekratoren waren Kmetecs Amtsvorgänger Lorenzo Piretto OP und der chaldäische Erzbischof von Diyarbakır, Ramzi Garmou.